# Cruzcampo

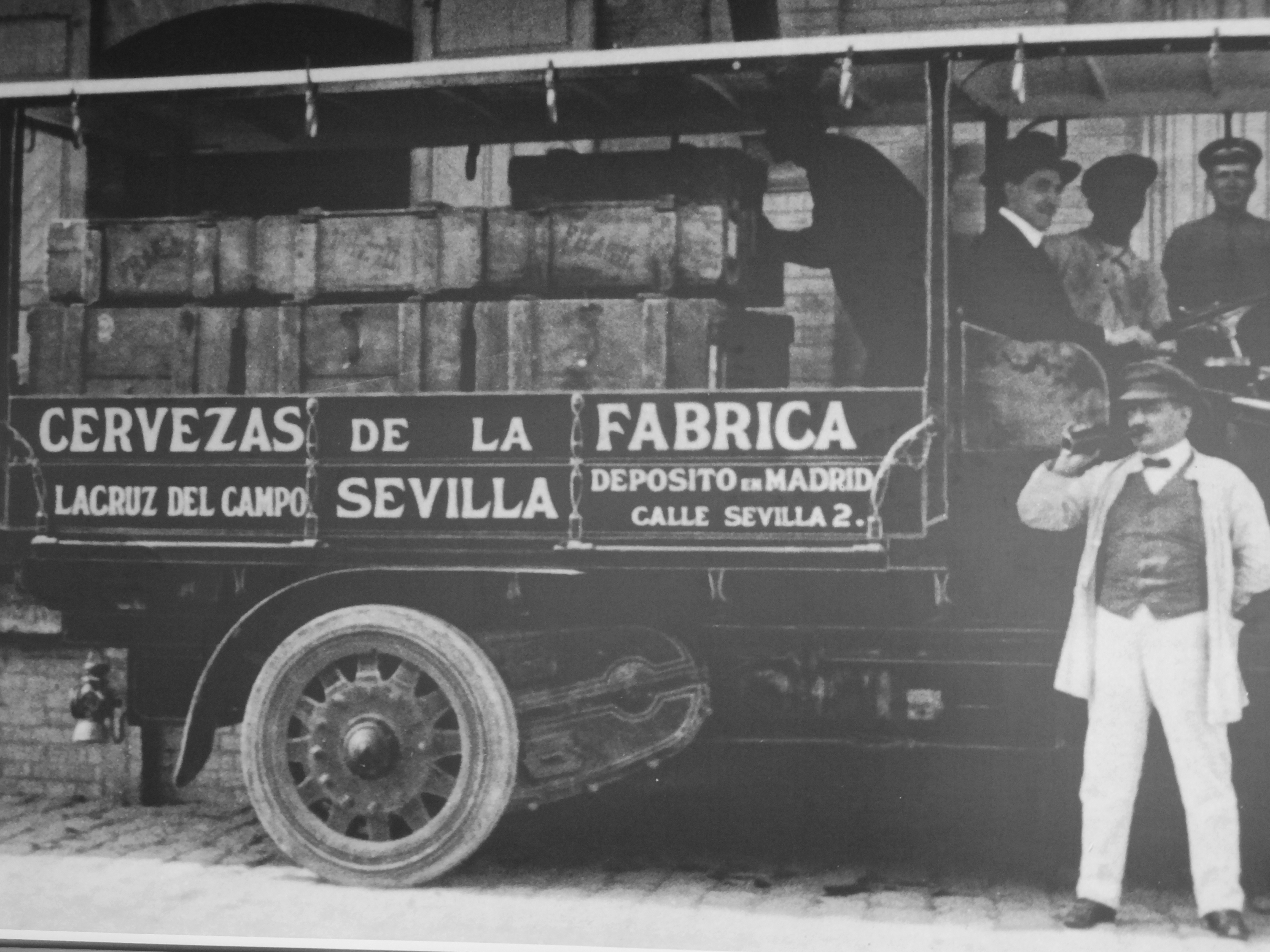
Historische afbeelding van Cruzcampo rond 1920

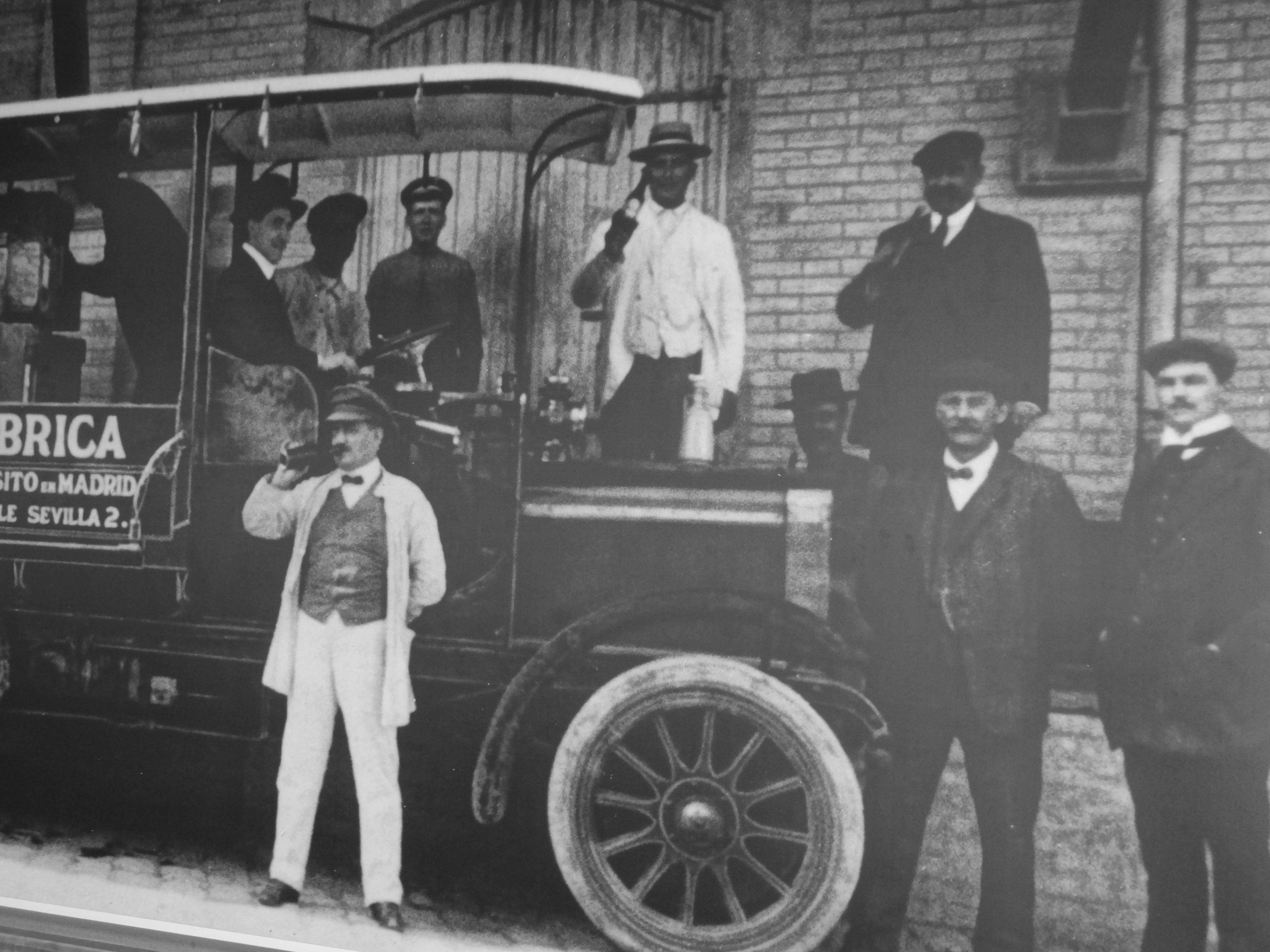
Historische afbeelding van Cruzcampo rond 1920

Cruzcampo is een grote Spaanse bierbrouwer, opgericht in 1904 te Sevilla als "La Cruz del Campo". De brouwer was een van de eerste Spaanse bierbrouwers die mout als grondstof gebruikte. Op de locatie van de brouwerij uit 1904 staat sinds 2008 een nieuwe brouwerij, gebouwd door de Spaanse divisie van Heineken, het concern dat in 2000 het bedrijf heeft overgenomen.

## Geschiedenis
Cruzcampo is in 1904 opgericht te Sevilla door Roberto en Tomás Osborne Guezala. Het huidige logo dateert uit 1926 en geeft bierkoning Gambrinus weer als symbool voor het merk. In 1960 was Cruzcampo de eerste Spaanse brouwer die over ging van houten vaten naar een aluminium variant. Pas in 1967 richtte het bedrijf zich naast de productie voor de eigen regio (Andalucië), ook op de rest van Spanje. In 1976 introduceerde het biermerk alcoholvrij bier op de Spaanse biermarkt.

## Productie
De productie van Cruzcampo richt zich met name op de thuismarkt, en daardoor bevinden alle brouwerijen zich binnen de Spaanse grenzen. Het merk heeft 4 brouwerijen in Madrid, Jaén, Valencia en Sevilla. In de laatste stad bevindt zich sinds 2008 een nieuwe fabriek, die de oude brouwerij uit 1904 vervangt. De nieuwe fabriek is een van de grootste van Europa met alleen al een productie van 90.000 blikjes bier per uur.

### Eigen merk
- Cruzcampo Pilsener
- Cruzcampo "Especial" (bier met een hoger percentage mout en alcohol).
- Cruzcampo "Pilsen y Especial Jaén" (Speciaalbier dat enkel in Jaén wordt gebrouwen, als vervanger voor het "Alcazár" bier. Dit werd in het verleden gebrouwen door Heineken[4]).
- Cruzcampo Light (lightbier met minder calorieën, alcohol en mout in verhouding tot een gewone pilsener).
- Cruzcampo Future (bier dat verpakt wordt in PET-flessen met een inhoud van 1 liter).
- Cruzcampo "Shandy" (bier in combinatie met limonadesmaak).
- Cruzcampo Export (exportvariant van het pilsenerbier, met name voor de Zuid-Amerikaanse markt).
- Cruzcampo Gran Reserva (speciaalbier dat volgens traditie wordt gebrouwen, met 100% natuurlijke ingrediënten).[5]

### Overige merken
Buitenlandse bieren die Cruzcampo produceert of distribueert:
| - Adelscott - Affligem - Amstel - Amstel 1870 - Amstel Oro (Gold) - Birra Moretti - Buckler - Cruz del Sur | - Desperados - Fischer - Foster's - Guinness - Heineken - John Smith's - Judas - Kaliber | - Kronenbourg - Legado de Yuste - Maes - Mort Subite - Murphy's - Newcastle Brown Ale - Paulaner - Sol |

## Sponsoring
Het merk is met name bekend als sponsor van het Spaans voetbalelftal. Daarnaast zet het merk zich vaak in voor lokale evenementen als carnaval (feria). Ook promoot het bedrijf diverse bekende Spaanse tapas. Deze Spaanse gerechten worden vaak onder het genot van een biertje genuttigd. Samen met de Spaanse divisie van Heineken en een vrijwillige bijdrage van eigen medewerkers, zet het bedrijf zich in voor de Spaanse voedselbank.